# Batocera cinnamomea
Batocera cinnamomea là một loài bọ cánh cứng trong họ Cerambycidae.